# Shangxinzhuang (köpinghuvudort i Kina, Qinghai Sheng, lat 36,41, long 101,57)
Shangxinzhuang (kinesiska: 上新庄, 上新庄镇) är en köpinghuvudort i Kina. Den ligger i provinsen Qinghai, i den nordvästra delen av landet, omkring 30 kilometer sydväst om provinshuvudstaden Xining. Antalet invånare är 32 437. Befolkningen består av 15 578 kvinnor och 16 859 män. Barn under 15 år utgör 23,0 %, vuxna 15-64 år 71 %, och äldre över 65 år 5,0 %.
Runt Shangxinzhuang är det ganska tätbefolkat, med 60 invånare per kvadratkilometer. Närmaste större samhälle är Lushar, 8,0 km norr om Shangxinzhuang. Trakten runt Shangxinzhuang består i huvudsak av gräsmarker.
Genomsnittlig årsnederbörd är 537 millimeter. Den regnigaste månaden är juli, med i genomsnitt 140 mm nederbörd, och den torraste är januari, med 3 mm nederbörd.